# Матеня Вас
Матеня Вас (словен. Matenja vas) — поселення в общині Постойна, Регіон Нотрансько-крашка, Словенія. Висота над рівнем моря: 529,3 м.